# Kłobia (Koejavië-Pommeren)
Kłobia is een plaats in het Poolse district  Włocławski, woiwodschap Koejavië-Pommeren. De plaats maakt deel uit van de gemeente Lubraniec en telt 100 inwoners.